# João Mendes do Amaral
João Mendes da Costa do Amaral (Alcácer do Sal, Santiago, 18 de Janeiro de 1893 — Lisboa, São Mamede, 4 de Março de 1981), conhecido como João do Amaral, foi um político e jornalista, fundador e uma das figuras destacadas do Integralismo Lusitano, subdirector do Diário de Notícias, foi, no Estado Novo, durante o consulado de António Oliveira Salazar, deputado à Assembleia Nacional e dirigente da União Nacional.

## Biografia
Irmão de Joaquim Mendes da Costa do Amaral.
Tirou o Curso de Licenciado em Direito pela Faculdade de Direito da Universidade de Coimbra, onde se formou em 1918.
Com decidida vocação para o jornalismo, notabilizou-se como articulista dos mais distintos. Foi muito numerosa a sua colaboração em jornais e revistas, sendo a principal a que deu ao "Diário de Notícias", que, repetidas vezes, inseriu editoriais da sua brilhante pena.
Apenas em 1910 publicou em volume um trabalho literário, de há muito desaparecido do mercado.
A política atraiu-o também, e, manifestando, desde os seus tempos de Coimbra, sinceras convicções republicanas, começou por militar nas hostes republicanas sem, por isso, deixar de se dar com o grupo da Nação Portuguesa, a que pertenciam nomeadamente António Sardinha e Alberto Monsaraz. Foi por esse tempo, também, que conheceu e se tornou amigo de Salazar e do futuro Cardeal Patriarca de Lisboa D. Manuel Gonçalves Cerejeira.
Colaborou no "Intransigente", o diário republicano radical que Machado dos Santos tinha fundado e dirigido.
Em 1914, ao fazer 21 anos, converteu-se à monarquia e publicou um folheto intitulado Aqui d’El Rei! (1914), onde, pela primeira vez, se expuseram os fundamentos do movimento que passaria à história com o nome de Integralismo Lusitano, e em que apresentavam também as ideias da Action Française de Charles Maurras, incluindo o inquérito à juventude, célebre na sua versão francesa, e que era respondido na versão portuguesa por Hipólito Raposo, amigo cuja influência, segundo o próprio, o fez abandonar o republicanismo.
Logo a seguir, ressuscitou e dirigiu o "Pátria Nova", semanário coimbrão que deve ser considerado o primeiro jornal integralista que se publicou em Portugal. Depois, foi colaborador da "Restauração", o jornal fundado e dirigido por Francisco Manuel Homem-Cristo (filho), a quem o ligavam uma grande amizade e uma profunda admiração. Foi nesse jornal que se publicou a famosa «Carta de um Velho a um Novo», dirigida por Ramalho Ortigão a João do Amaral e considerada como a bênção da Geração de 70 ao movimento que surgia. Ainda neste contexto, encontra-se colaboração da sua autoria na revista originária de Aveiro e dirigida por Homem Cristo Filho Ideia Nacional (1915).
Integrou por essa altura, o Grupo do Tavares, grupo de artistas monárquicos com ideias futuristas organizado por Vítor Falcão e de que faziam parte Guilherme Santa-Rita, Amadeu de Sousa Cardoso, José de Almada Negreiros, Eduardo Viana, o músico Rui Coelho, seu conterrâneo, e o escultor Francisco Franco.
Fundador do Integralismo Lusitano, a cuja Junta Central pertenceu, foi o primeiro chefe de redacção de "A Monarquia", o diário dos «novos monárquicos» dirigido por Hipólito Raposo.
Apoiou o sidonismo afirmando que «o que é preciso é que este regime realize os princípios do poder pessoal».
Na efémera Monarquia do Norte (1919), serviu como secretário de Paiva Couceiro, que presidia à respectiva Junta Governativa.
Após a derrota do movimento monárquico restauracionista, exilou-se no Brasil, donde só regressou após o triunfo da «Revolução Nacional» de 28 de Maio de 1926. Não teve, por isso, nenhuma participação na ruptura da Junta Central do Integralismo com D. Manuel II, em Outubro de 1919, nem no acordo, de 17 de Abril de 1922, conhecido como Pacto de Paris, em que D. Aldegundes, filha de D. Miguel II de Bragança que tinha abdicado no neto em 1920, tutora de Duarte Nuno, aceitou a realeza de D. Manuel, em nome do sobrinho, partindo-se do princípio que este seria reconhecido como sucessor do rei deposto, de acordo com o Pacto de Dover de 1912. Este acordo, que não foi aceite pela Junta Central, dividiu o Integralismo, e terminou com a sua actividade política activa, por algum tempo.
Em princípios de 1927 lançou em Lisboa a "Ideia Nacional", diário monárquico da tarde que pretendia ser o órgão de um novo movimento político, a Liga de Acção Integralista, que Ramos de Ascensão definiu como «obra de aventura e habilidade.», e que foi uma derradeira tentativa para restabelecer a unidade do movimento, e em que defendeu a fórmula «Viva D. Manuel II e Duarte Nuno, seu herdeiro», tentando pôr em prática o acordo monárquico de 1922. Enfrentando desde o princípio a oposição dos militares republicanos que governavam o país, mas também a dos seus antigos camaradas da Junta Central do Integralismo Lusitano, que não apoiavam o seu esforço de unificação, João do Amaral viu o governo da Ditadura, a que presidia o general Carmona, encerrar-lhe o jornal na sequência do chamado Golpe dos Fifis, de 12 de Agosto desse ano de 1927, de nada lhe valendo os desmentidos que opôs à acusação de envolvimento na estranha conspiração.
Em 1930 acabou por abandonar oficialmente o Integralismo Lusitano, dirigido à época por Hipólito Raposo, que mostrava sérias reservas em relação à evolução da ditadura militar, defendendo que os monárquicos não deviam colaborar com o regime que se estava a institucionalizar como era o seus caso.
Ingressou então no "Diário de Notícias", de que foi subdirector entre 1938 e 1939, durante a direcção de Eduardo Schwalbach, tendo sido afastado devido à publicação de uma entrevista com Duarte Nuno de Bragança, que naquela época vivia ainda no exílio.
Já então era dirigente da União Nacional, de cuja primeira Junta Consultiva fez parte (1933), foi deputado à Assembleia Nacional nas suas listas nas legislaturas de 1937-1938, 1938-1939 e 1942-1943. Considerado colaborador próximo e amigo do presidente do Conselho António de Oliveira Salazar, foi por este encarregado de recuperar o paquete Santa Maria, apresado por opositores ao regime liderados por Henrique Galvão.
Desempenhou papel de relevo no casamento o referido Dom Nuno de Bragança com a princesa Maria Teresa de Orleães e Bragança (1942), no Brasil, onde o acompanhou.
Esteve depois envolvido na criação do "Diário Popular", de que foi administrador. Incompatibilizado politicamente com o director do jornal, o nacional-sindicalista António Tinoco, abandonou em 1945 essas funções, pondo definitivamente termo à sua actividade jornalística.
Não exerceu a advocacia e dedicou-se à Indústria dos Seguros, ocupando uma situação de destaque como vogal do Conselho de Administração da Companhia Nacional de Navegação, uma das mais importantes companhias portuguesas, do Conselho Fiscal da Companhia Portuguesa de Tabacos, e integrou o Conselho de Administração da Companhia de Seguros "A Mundial". Foi Administrador da Companhia de Seguros Comércio e Indústria, da Companhia Colonial de Navegação, etc.
Abandonou a política activa com a subida ao poder de Marcelo Caetano, que começou por ser seu colaborador, na "Ideia Nacional", mas com quem acabou por se incompatibilizar. O último chefe do Governo do Estado Novo nem por isso lhe poupou referências elogiosas em Minhas Memórias de Salazar.

## Dados genealógicos
Em finais de 1917 casou com Maria Celestina da Costa Alemão Teixeira, filha de José Pedro Teixeira (1857-1925), professor de matemática doutorado pela Universidade de Coimbra, e lente da Academia Politécnica do Porto, e neta de Manuel Costa Alemão (1833-1922), professor e director da Faculdade de Medicina de Coimbra, e que tinha sido presidente da câmara da cidade, e governador civil do distrito.
Tiveram:
- Maria Luísa Costa Alemão Teixeira do Amaral Anahory, casada com Mimon Anahory.
- Manuel Carlos da Costa Alemão Teixeira do Amaral.